# Myrmecotypus lineatus
Myrmecotypus lineatus är en spindelart som först beskrevs av James Henry Emerton 1909.  Myrmecotypus lineatus ingår i släktet Myrmecotypus och familjen flinkspindlar. Inga underarter finns listade i Catalogue of Life.